# Borborema (São Paulo)
Pour les articles homonymes, voir Borborema.
Borborema est une municipalité brésilienne de l'État de São Paulo et la Microrégion d'Araraquara.

## Démographie
| Évolution de la population (municipalité) | Évolution de la population (municipalité) | Évolution de la population (municipalité) | Évolution de la population (municipalité) |
| Année                                     | Population                                |                                           | %±                                        |
| ----------------------------------------- | ----------------------------------------- | ----------------------------------------- | ----------------------------------------- |
| 1940                                      | 16 803                                    |                                           | —                                         |
| 1950                                      | 10 102                                    |                                           | −39,9%                                    |
| 1960                                      | 10 115                                    |                                           | 0,1%                                      |
| 1970                                      | 9 530                                     |                                           | −5,8%                                     |
| 1980                                      | 11 635                                    |                                           | 22,1%                                     |
| 1991                                      | 12 109                                    |                                           | 4,1%                                      |
| 2000                                      | 13 193                                    |                                           | 9,0%                                      |
| 2010                                      | 14 529                                    |                                           | 10,1%                                     |
| 2022                                      | 14 226                                    |                                           | −2,1%                                     |
| ,                                         |                                           |                                           |                                           |